# گوکهم
گوکهم (به سوئدی: Gökhem) یک آبادی در سوئد است که در بخش فالشوپینگ واقع شده‌است.